# To the Lighthouse
To the Lighthouse (Brasil: O Farol  / Portugal: Rumo ao Farol) é um romance de Virginia Woolf publicado em 5 de maio de 1927. Um marco do modernismo, o romance foca nos Ramsays e nas suas visitas à ilha de Skye, na Escócia, entre 1910 e 1920.
Seguindo e ampliando a tradição dos romancistas modernistas como Marcel Proust e James Joyce, o enredo de To the Lighthouse é secundário à sua introspecção filosófica. O romance contém pouco diálogo e quase nenhuma ação; grande parte dele foi escrita como pensamentos e observações. O romance remete a emoções da infância e a relações entre adultos. Entre os diversos temas do livro estão a perda, a subjetividade e a questão da percepção.
Em 1998, a Modern Library colocou To the Lighthouse no 15.º lugar da sua lista de 100 melhores romances escritos em inglês do século XX. Em 2005, o romance foi escolhido pela TIME Magazine como um dos cem melhores livros em inglês escritos desde 1923.

## Resumo do enredo

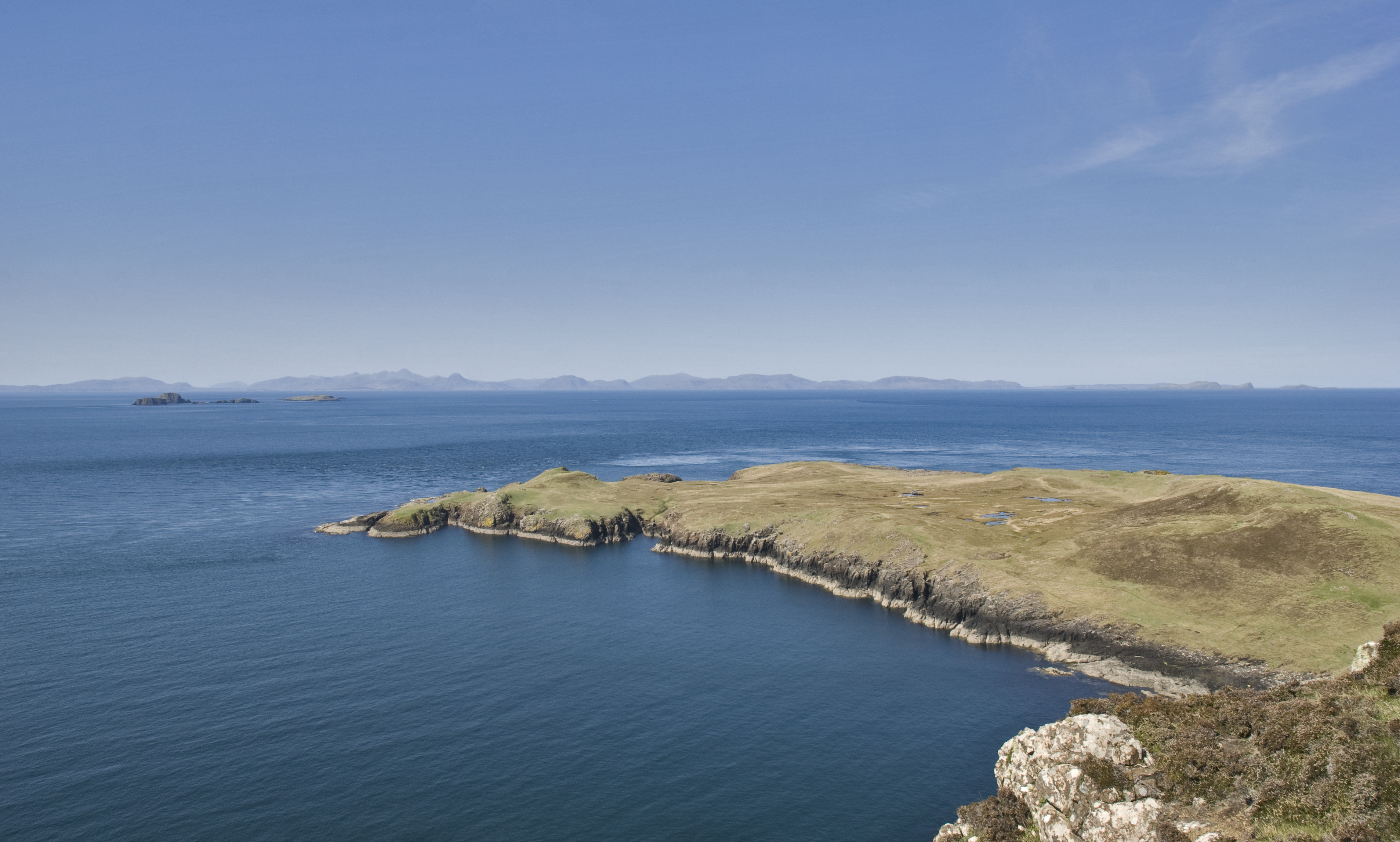
Ilha de Skye, onde passa-se o enredo do romance.

### Parte I: A Janela
O romance é ambientado na casa de verão dos Ramsay em Hebrides, na Ilha de Skye. A seção começa com a Sra. Ramsay afirmando para seu filho James que eles poderão visitar o farol no próximo dia. Esta previsão é renegada pelo Sr. Ramsay, que dá voz à sua certeza que o clima não estará ameno o suficiente, uma opinião que cria certa tensão entre o Sr. e a Sra. Ramsay, e também entre o Sr. Ramsay e James. Este incidente em particular é referido em diversas ocasiões da seção, especialmente quando se aborda a relação do Sr. e da Sra. Ramsay.
Os Ramsay e os seus oito filhos hospedam em sua casa um número de amigos e colegas. Uma deles, Lily Briscoe, aparece pela primeira vez no romance como uma pintora jovem e duvidosa que tenta fazer um retrato da Sra. Ramsay e James. Briscoe descobre-se atormentada por dúvidas ao longo do romance que são alimentadas por Charles Tansley, outro convidado, que afirma que as mulheres não podem nem pintar nem escrever. Tansley é um admirador do Sr. Ramsay, um professor de filosofia, e dos seus tratados acadêmicos.
A seção termina com um grande jantar. Quando Augustus Carmichael, um poeta visitante, repete a sopa, o Sr. Ramsay quase o repreende. A Sra. Ramsay também está à beira de um ataque de nervos graças ao atraso de Paul Rayles e Minta Doyle, dois conhecidos a quem ela tenta unir, em chegar ao jantar, o que é consequência da perda de Minta do broche da sua avó na praia.

### Parte II: O Tempo Passa
A segunda seção mostra o sentimento da passagem do tempo, da ausência e da morte. Dez anos se passam, durante os quais os quatro anos da Primeira Guerra Mundial começam e terminam. A Sra. Ramsay falece, assim como dois dos seus filhos – Prue morre em decorrência de complicações no parto e Andrew é morto na guerra. O Sr. Ramsay é deixado à deriva sem a sua esposa para elogiá-lo e lhe confortar durante as suas crises de medo e agonia relacionadas à longevidade da sua obra filosófica.

### Parte III: O Farol
Na seção final, O farol, alguns dos Ramsays sobreviventes e outros convidados retornam à casa de verão dez anos após os eventos da primeira parte. O Sr. Ramsay finalmente dá continuidade ao abandonado plano de viajar ao farol, com sua filha Cam(illa) e o seu filho James (os outros Ramsays sobreviventes mal são mencionados nesta seção final). A viagem quase fracassa, pois os filhos não estão prontos – mas acaba por acontecer. Enquanto viajam, os filhos permanecem em silêncio como forma de protesto contra o pai tê-los forçado a acompanhá-lo. De qualquer forma, James mantém a vela do barco calma e, ao invés de receber as palavras duras que esperava do seu pai, escuta elogios, o que fornece um raro momento de empatia entre pai e filho; a atitude de Cam frente às mudanças de seu pai também passam de ressentimento a eventual admiração.
Eles são acompanhados pelo marinheiro Macalister e o seu filho, que pesca durante a viagem. O filho corta um pedaço da carne de um peixe que pescou para usá-la como fisca, jogando o peixe ferido de volta ao mar.
Enquanto eles guiam a vela para o farol, Lily tenta finalmente completar a pintura que segura na sua mente desde o início do romance. Ela relembra a imagem que tem do Sr. e da Sra. Ramsay, revivendo múltiplas impressões de dez anos atrás em uma tentativa de alcançar uma verdade objetiva sobre a Sra. Ramsay e a vida. Após completar a pintura (pouco depois do grupo navegador alcançar o farol) e ver que ela satisfaz-lhe, ela percebe que a execução do que vê é mais importante para ela do que a ideia de deixar algum tipo de legado da sua obra.

## Temas principais

### Complexidade da experiência
Grande parte do romance de Woolf não está ligado com os objetos colocados em vista, mas sim com a investigação dos significados da percepção, em uma tentativa de entender as pessoas no simples ato do olhar. Para poder entender o pensamento, os diários de Woolf revelam que a escritora passava um tempo considerável ouvindo a si mesma pensando, observando como e que palavras e emoções surgiam na sua própria mente em resposta ao que ela via.

### Complexidade das relações humanas
Este exame da percepção não é, no entanto, limitado a diálogos internos isolados, mas também à análise contextual das relações humanas e dos tumultuosos espaços emocionais cruzados, para realmente poder alcançar o ser humano. Duas seções do livro mostram-se como excelentes exemplos dessa tímida tentativa de cruzamento: a mudança silenciosa entre o Sr. e a Sra. Ramsey que ocorre quando eles passam um tempo junto no final da primeira parte, e a luta de Lily Briscoe para corresponder ao desejo do Sr. Ramsay por simpatia (e atenção) quando o livro termina.

## Narração e perspectiva
O romance carece de um narrador onipresente (com exceção da segunda parte, O Tempo Passa); ao invés disso, o enredo vai revelando-se através de perspectivas do fluxo de consciência de cada personagem. Mudanças podem ocorrer até mesmo no meio de uma frase, e de certo modo remetem à própria rotação do farol. Diferente de James Joyce, todavia, Woolf não tende a usar fragmentos abruptos para representar o processo de pensamento dos personagens; o seu método é mais voltado à paráfrase lírica. Da ausência de um narrador onipresente decorre o fato de que, durante o romance, não há a existência de um guia para o leitor e que somente através do desenvolvimento dos personagens pode-se formar opiniões e visões, já que grande parte do que está ali é moralmente ambíguo.
Enquanto na primeira parte o romance se concentra em ilustrar a relação entre as experiências dos personagens e as verdadeiras experiências dos ambientes, a segunda parte, O Tempo Passa, não tendo nenhum personagem com o qual se ligar, apresenta os eventos de forma diferente. Woolf escreveu a seção da perspectiva de um narrador deslocado, sem ligação a ninguém, em uma tentativa de ligar os eventos ao tempo. Por essa razão a voz narrador não tem foco e é distorcida, dando um exemplo do que Woolf chamava de “a vida como ela é quando nela não somos nada”.

## Referências autobiográficas e localidades reais

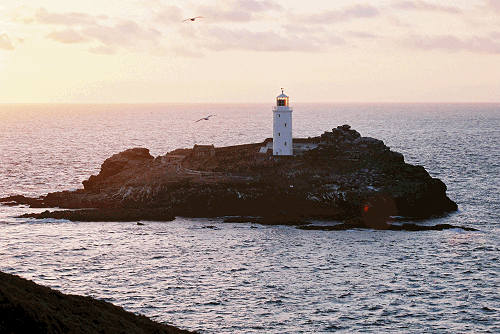
Farol de Godvrevy, que supostamente seria a inspiração para o farol mostrado no livro.